# فلباخ
شهر فلباخ در ایالت بادن-وورتمبرگ در کشور آلمان واقع شده است.